# Making Love
Making Love  (tj. Milování) je americký hraný film z roku 1982, který režíroval Arthur Hiller. Film zachycuje bezradnost muže tápajícího mezi vztahem ke své manželce a k muži. Snímek se stal prvním mainstreamovým hollywoodským dramatem, který se zabývá coming outem a zobrazuje homosexualitu bez apriorního odsouzení.

## Děj
Zach a Claire Elliotovi žijí již osm let v Los Angeles ve spokojeném manželství. Oba jsou úspěšní ve své práci. Zach je onkolog a Claire pracuje jako televizní producentka. Právě si koupili nový dům. Zach se v ordinaci setkává se spisovatelem Bartem a zjišťuje, že ho začínají přitahovat muži. S Bartem se sblíží, ovšem Bart se nechce na nikoho citově vázat a preferuje pouze vztahy na jednu noc. Claire je soustředěná na svou práci, takže si hned neuvědomuje, že se s manželem začínají odcizovat. Zach již nedokáže Claire lhát, a sdělí jí pravdu o svém životě. Pro Claire je to šok a snaží se se situací vyrovnat. Oba manželé začnou žít odděleně. Zach získá práci na klinice v New Yorku a odstěhuje se z města. Setkávají se až po několika letech na pohřbu své společné známé. Claire je opět vdaná a má syna. Zach žije s partnerem v New Yorku.
Celý film pro proložen krátkými vzpomínkovými monology Zacha, Barta a Claire, kteří sdělují své pocity.

## Obsazení
| Michael Ontkean | Zach       |
| Kate Jacksonová | Claire     |
| Harry Hamlin    | Bart       |
| Wendy Hiller    | Winnie     |
| Arthur Hill     | Henry      |
| Nancy Olson     | Christine  |
| John Dukakis    | Tim        |
| Terry Kiser     | Harrington |
| Dennis Howard   | Larry      |
| Asher Brauner   | Ted        |
| John Calvin     | David      |
| Gwen Arner      | Alrene     |
| Gary Swanson    | Ken        |
| Anne Haney      | Lila       |
| Stanley Kamel   | Charlie    |

## Ocenění
- Zlatý glóbus: nominace v kategorii nejlepší originální píseň